# Leopoldamys sabanus
Leopoldamys sabanus — вид пацюків (Rattini) з південної й південно-східної Азії.

## Морфологічна характеристика
Довжина голови й тулуба від 180 до 273 мм, довжина хвоста від 270 до 427 мм, довжина лапи від 42 до 52 мм, довжина вуха від 23 до 28 мм і вага до 532 грамів. Шерсть коротка і гладка, на спині присипана колючим волоссям. Верх варіюється від жовтувато-коричневого до вохристо-коричневого, а черевні частини білі. Лінія поділу вздовж боків чітка. Морда довга і загострена, очі відносно великі. Вуха малі й округлі. Пальці білі. Хвіст значно довший за голову і тулуб, рівномірно темно-коричневий, тонко вкритий чорнуватими волосками на базальній спинній половині й білим на всіх інших.

## Поширення й екологія
Вид живе у південній і південно-східній Азії (Бангладеш, Камбоджа, Індія, Лаос, Малайзія, Таїланд, В'єтнам). Цей вид зазвичай проживає в низинних лісових місцях (нечасто в гірських місцях) і, ймовірно, на менших висотах, ніж L. edwardsi. За екологією схожий на L. edwardsi — є напівдеревним, харчується як на землі, так і в кронах. Раціон складається з комах, фруктів та інших рослинних речовин (а також равликів). У Південній Азії це нічний і підземний вид, який трапляється у тропічних, субтропічних, вологих гірських лісах помірного клімату.

## Загрози й охорона
У Південно-Східній Азії немає серйозних загроз, хоча в деяких частинах ареалу може загрожувати втрата лісів. На нього також полюють, і він є одним з найпоширеніших мюридів на ринках Лаосу. У Південній Азії на цей вид може вплинути втрата середовища проживання та деградація через зміну сільського господарства, дрібні лісозаготівлі та полювання врожаю для місцевого споживання. Цей вид зустрічається в кількох заповідних територіях по всьому його ареалу.